# Backlash 2005
Backlash 2005 è stata la settima edizione dell'evento in pay-per-view Backlash, prodotto dalla World Wrestling Entertainment. L'evento, esclusivo del roster di Raw, si è svolto il 1º maggio 2005 presso la Verizon Wireless Arena di Manchester. La colonna sonora dell'evento è stata "Stronger" dei Trust Company. A oggi, è l'unico pay-per-view della WWE a essersi svolto nello stato del New Hampshire.
Il main event dell'evento fu quello per il World Heavyweight Championship tra il campione Batista e lo sfidante Triple H, vinto da Batista. Gli altri due match predominanti dell'undercard furono il tag team match dove la coppia formata da Shawn Michaels e Hulk Hogan sconfisse quella formata da Muhammad Hassan e Daivari, e il Last Man Standing match nel quale Edge sconfisse Chris Benoit dopo che Benoit non riuscì a rimettersi in piedi per il conto di dieci.

## Storyline
La rivalità principale dell'evento fu quella per il World Heavyweight Championship tra il campione Batista e Triple H. Lo sviluppo della rivalità iniziò dopo  WrestleMania 21, dove Batista sconfisse Triple H per vincere il World Heavyweight Championship. Nella puntata di Raw dell'11 aprile, fu annunciato che Batista avrebbe difeso il titolo contro Triple H a Backlash, dopo che quest'ultimo aveva invocato la sua clausola di rivincita. La settimana successiva, Triple H affrontò Jim Ross in un No Disqualification match, vinto da Ross per schienamento per merito dell'aiuto di Batista che colpì Triple H con una sedia d'acciaio. Nella puntata di Raw del 25 aprile, Batista sconfisse Christian mantenendo il titolo. Dopo il match, Triple H attaccò Batista colpendolo con il titolo e con il Pedigree.
La rivalità predominante dell'evento fu quella tra il team formata da Shawn Michaels e Hulk Hogan contro quello formato da Muhammad Hassan e Daivari. La sera dopo WrestleMania 21, Shawn Michaels ringraziò i fan per il loro supporto nei suoi confronti, nonostante la sconfitta della sera prima, ma fu interrotto da Muhammad Hassan e Daivari. Tuttavia, Michaels diede uno schiaffo ad Hassan, il quale portò Hassan e Daivari ad attaccarlo. La settimana successiva, Michaels chiese al general manager Eric Bischoff di voler affrontare Hassan e Daivari in un handicap match. Bischoff rifiutò di organizzare il match e che si sarebbe svolto solo se Michaels fosse stato in grado di trovare un compagno. Michaels lanciò un appello ad Hulk Hogan di tornare e combattere al suo fianco. Nella puntata di Raw del 18 aprile, Hassan attaccò Michaels ancora una volta, Hogan fece il suo ritorno per salvare Michaels e accettare la sua offerta.
Un'altra rivalità predominante dell'evento fu quella tra Edge e Chris Benoit. A WrestleMania 21, Edge vinse il Money in the Bank ladder match, garantendosi un contratto per un'opportunità titolata per il World Heavyweight Championship entro un anno. Nella puntata di Raw del 4 aprile, Edge scelse di non usare il suo contratto quella sera, decidendo di aspettare il momento opportuno. Quella stessa sera, Eric Bischoff organizzò un match tra Edge e Chris Benoit. Benoit vinse il match tramite roll-up. Dopo il match, Edge attaccò Benoit con una sedia d'acciaio al braccio infortunato. Due settimane più tardi, Edge e Benoit si affrontarono in un altro match, che si concluse senza un vincitore. A causa dell'esito del match, Bischoff sancì un Last Man Standing match tra i due per Backlash.

## Evento
Prima della messa in onda dell'evento, Tyson Tomko sconfisse Val Venis a Sunday Night Heat.

### Match preliminari
Il primo match fu quello per l'Intercontinental Championship tra il campione Shelton Benjamin e lo sfidante Chris Jericho. Quando il match ebbe inizio, Benjamin si portò subito in vantaggio. Benjamin eseguì poi uno springboard su Jericho dalle corde ring, ma Jericho contrattaccò la mossa con un'hurricanrana a bordo del ring. In seguito, Jericho applicò una chinlock nei confronti di Benjamin. Jericho tentò di salire sulla terza corda, ma Benjamin lo fermò ed eseguì un superplex. Jericho colpì poi Benjamin con un running enzuigiri, ottenendo un conto di due. Benjamin eseguì il T-Bone Suplex, durante lo schienamento Jericho mise il piede sulla corda più bassa per interrompere il conteggio. Jericho sottomise Benjamin nella Walls of Jericho, il quale riuscì a interrompere la presa dopo aver toccato la corda. Jericho tentò di sottomettere Benjamin ancora una volta nella Walls of Jericho, che riuscì a rovesciare in un roll-up che gli permise di mantenere il titolo.
Il match successivo fu il tag team turmoil match per il World Tag Team Championship. A iniziare il match fu la coppia campione composta da Tajiri e William Regal e gli Heart Throbs. Tajiri utilizzò molta offensiva per poi applicare la Tarantula. Gli Heart Throbs isolarono Tajiri, ma quest'ultimo schienò Antonio con un sunset flip. La coppia successiva ad entrare fu quella composta da Simon Dean e Maven. La loro permanenza non durò tanto, dopo che Regal fece piazza pulita colpendo Dean con una ginocchiata sulla testa per poi schienarlo. La terza coppia fu La Résistance che eliminò Tajiri e Regal con un roll-up. L'ultima coppia che entrò fu quella formata da Rosey e The Hurricane. Verso la fine del match, The Hurricane salì sulle spalle di Rosey ed eseguì uno splash su Conway schienandolo  per vincere il match e conquistare il titolo di coppia.
Il terzo match fu il Last Man Standing match tra Edge e Chris Benoit. Il match iniziò con Benoit che si portò in vantaggio nei confronti di Edge. Successivamente, Edge iniziò a controllare la contesa dopo aver lanciato Benoit contro un tenditore delle corde. Dopo aver applicato la Sharpshooter su Edge, Benoit eseguì su di lui una serie di german suplex per poi gettarlo all'esterno del ring. Benoit tentò poi di eseguire un suicide dive attraverso le corde, ma Edge lo colpì al volo con un coperchio dell'immondizia. Successivamente, Edge eseguì Benoit con un superplex dalla terza corda su un bidone dell'immondizia. Edge prese poi una scala e la posizionò sul ring per salirci sopra, Benoit lo fermò ed eseguì su di lui un german suplex dalla cima della scala. Benoit salì poi sulla scala per tentare il diving headbutt, senza successo. Edge tentò di colpire Benoit con il Money in the Bank, ma Benoit rovesciò l'attacco nella Crippler Crossface. Edge riuscì a liberarsi dalla presa ed eseguì la Edgecution su Benoit sopra la valigetta. Benoit si rialzò in piedi dopo un conteggio di nove, salvo poi essere colpito da Edge con la Spear. Dopo aver eseguito un'altra Spear su Benoit, Edge prese un mattone da dentro la valigetta e lo utilizzò per colpire Benoit alla nuca, il quale rimase esanime non riuscendo a rialzarsi entro il conto di dieci.
Il match che seguì fu quello tra Kane (accompagnato da Lita) e Viscera (accompagnato dalla Women's Champion Trish Stratus). Kane tentò di sollevare Viscera, senza successo. Viscera venne poi colpito da una clothesline da Kane che lo fece uscire dal ring. Trish provò a colpire Kane con una sedia d'acciaio, ma fu bloccata da Lita che la colpì con una stampella. Successivamente, Viscera eseguì la Chokebomb su Kane e lo schienò, che le valse un conto di due. Kane colpì Viscera con un big boot e la Chokeslam per poi schienarlo e vincere il match. Dopo il match, Trish attaccò verbalmente Viscera, che rispose applicando ed eseguendo rispettivamente un bearhug e uno splash ai danni di Trish, la quale fu portata via con una barella.

### Match principali
Il quinto match fu quello tra la coppia composta da Hulk Hogan e Shawn Michaels contro quella composta Daivari e Muhammad Hassan. Hogan e Hassan iniziarono la contesa, Hogan lanciò Hassan contro un turnbuckle. In seguito, Hogan colpì sia Hassan che Daivari con una doppia clothesline per poi eseguire insieme a Michaels un doppio big boot ai danni di Hassan. Michaels tentò poi di eseguire un diving elbow drop, senza successo. Successivamente, Michaels colpì Daivari con un flying forearm smash per poi tentare di eseguire la Sweet Chin Music, che Hassan sventò attaccandolo con un tubo di piombo. Hassan si portò in vantaggio e sottomise Michaels nella Camel Clutch. Michaels si liberò dalla presa eseguendo un electric chair. Dopo aver ricevuto il cambio, Hogan colpì Daivari con il leg drop, per poi essere colpito da Hassan con il tubo di piombo. Mentre l'arbitro era distratto, Michaels colpì Daivari con la Sweet Chin Music permettendo a Hogan di schienarlo e vincere il match.
Il main event fu per il World Heavyweight Championship tra il campione Batista e lo sfidante Triple H, in quello che venne definito "Triple H - Batista II". Nelle fasi iniziali dell'incontro, Ric Flair afferrò una gamba di Batista permettendo a Triple H di attaccarlo e portarsi in vantaggio. Sia Batista che Triple H tentarono di eseguire le proprie mosse finali, fallendo nel loro intento. Triple H tentò di eseguire un altro Pedigree, ma Batista contrattaccò lanciando Triple H all'esterno del ring con un back drop. Dopo essere tornato sul ring, Triple H colpì Batista con una spinebuster, ottenendo uno conto di due. Successivamente, Batista tentò di eseguire la Batista Bomb,  ma Triple H lo colpì alla testa con il titolo. Batista colpì poi Triple H con la spinebuster e un secondo arbitro, Jack Doan, accorse sul ring per contare lo schienamento che valse il conto di due. Batista tentò di effettuare una seconda Batista Bomb, ma fu colpito con un colpo basso da Triple H. Quest'ultimo iniziò a colpire Batista con diversi pugni, che Batista contrattaccò eseguendo la Batista Bomb per vincere il match e mantenere il titolo. Dopo il match, Triple H effettuò il Pedigree sull'arbitro Mike Chioda mentre Batista celebrò la vittoria sulla rampa d'entrata.

## Conseguenze
La sera successiva a Raw, il general manager Eric Bischoff organizzò un torneo che avrebbe determinato il primo sfidante al World Heavyweight Championship. I match furono Kane contro Christian, Shawn Michaels contro Shelton Benjamin, Edge contro Chris Jericho e Chris Benoit contro Triple H. Kane, Michaels, Edge e Benoit superarono il primo turno. La settimana successiva, Edge affrontò Michaels mentre Kane affrontò Benoit. Edge e Kane superarono il turno avanzando alla finale. Una settimana più tardi, Edge sconfisse Kane nella finale grazie all'aiuto di Lita. La settimana seguente, Edge affrontò Batista per il World Heavyweight Championship. Batista vinse il match per schienamento dopo aver eseguito la Batista Bomb. Edge iniziò poi una rivalità con Kane che si concluse a Vengeance con la vittoria di Kane.
La sera successiva a Raw, Triple H e Batista si provocarono verbalmente l'un con l'altro. Tre settimane più tardi, dopo la vittoria di Batista nei confronti di Edge, Triple H apparve con lo sledgehammer e Ric Flair attaccò Batista con un colpo basso, portando quest'ultimo a essere attaccato da Triple H. Successivamente, Triple H disse a Batista che si sarebbero affrontati ancora una volta a Vengeance in un Hell in a Cell match per poi eseguire il Pedigree ai danni di Batista sul titolo. A Vengeance, Batista mantenne il titolo sconfiggendo Triple H. Nel mese di giugno, Batista venne spostato nel roster di SmackDown! a causa della draft lottery, concludendo così la rivalità.

## Risultati
| #    | Incontri                                                              | Stipulazioni                                              | Durata |
| ---- | --------------------------------------------------------------------- | --------------------------------------------------------- | ------ |
| Heat | Tyson Tomko ha sconfitto Val Venis                                    | Single match                                              | 05:40  |
| 1    | Shelton Benjamin (c) ha sconfitto Chris Jericho                       | Single match per il WWE Intercontinental Championship     | 14:31  |
| 2    | The Hurricane e Rosey hanno vinto eliminando per ultima La Résistance | Tag team turmoil match per il World Tag Team Championship | 13:43  |
| 3    | Edge ha sconfitto Chris Benoit                                        | Last man standing match                                   | 18:47  |
| 4    | Kane (con Lita) ha sconfitto Viscera (con Trish Stratus)              | Single match                                              | 06:09  |
| 5    | Hulk Hogan e Shawn Michaels hanno sconfitto Daivari e Muhammad Hassan | Tag team match                                            | 15:05  |
| 6    | Batista (c) ha sconfitto Triple H (con Ric Flair)                     | Single match per il World Heavyweight Championship        | 16:26  |

### Tag team turmoil match
| #         | Tag-team                                        | Ordine di eliminazione | Eliminati da           |
| --------- | ----------------------------------------------- | ---------------------- | ---------------------- |
| 1°        | William Regal e Tajiri (c)                      | 3°                     | La Résistance          |
| 2°        | The Heart Throbs (Antonio e Romeo)              | 1°                     | William Regal e Tajiri |
| 3°        | Maven e Simon Dean                              | 2°                     | William Regal e Tajiri |
| 4°        | La Résistance (Robért Conway e Sylvain Grenier) | 4°                     | The Hurricane e Rosey  |
| Vincitori | The Hurricane e Rosey                           |                        |                        |